# Доходный дом С. И. Ширвиндта
Доходный дом С. И. Ширвиндта (также встречается название дом М. Э. Сегаля) — историческое здание в Санкт-Петербурге. Расположено по адресу 9-я линия Васильевского острова, дом 18. Построено архитектором С. Г. Гингером в начале XX века.

## История и архитектура
Первоначально на участке, где в 1906 году был построен каменный дом, стояли деревянные постройки. Первым владельцем участка был действительный статский советник Спиридон Фёдорович Татищев, отец русского дипломата и историка Сергея Татищева. В справочнике «Весь Петербург» за 1899 год значится новый владелец — купец второй гильдии и потомственный почётный гражданин Матвей Эдуардович Сегаль, который в 1906 году продал участок со всеми строениями присяжному поверенному и стряпчему Савелию Ильичу Ширвиндту (1863—1940).
Ширвиндт заказал архитектору Сергею Григорьевичу Гингеру проект доходного семиэтажного дома в стиле модерн на месте дома М. Э. Сегаля. Дом сразу строился как доходный, сам владелец в нём не жил.
Фасад здания выделяют оригинальная пространственная композиция и декор. Оформление орнаментальной лепниной, разнообразная обработка стен гладкой и фактурной штукатуркой, облицовка керамической плиткой создают сложную, но гармоничную композицию с яркими акцентами. Лицевой фасад украшен балконами в завершении боковых эркеров с фигурным каменным ограждением. Центральный эркер завершён оригинальным балконом с «рваным» краем и двумя рядами квадратных отверстий, которые имитируют перфорацию. Отдельно на фасаде выделяются стилизованные гермы, завершённые женскими бюстами с крыльями.
Помещения в дворовом флигеле с начала XX века занимала хромолитография, где на литографском камне вырезали клише, с помощью которых печатали цветные изображения. В советское время производство преобразовали в отделение артели «Хромолит», просуществовавшее до 1940-х годов.
В 1912—1913 годах в этом доме жил академик и крупнейший исследователь рудных месторождений России Александр Николаевич Заварицкий. В 1960-е годы мансарда была отдана под художественные мастерские Ленинградского отделения Союза художников. Тогда же верхний этаж сильно пострадал от пожара и при последующем капитальном ремонте 1966—1967 годов его решили не восстанавливать. Тогда же был разобран южный дворовый флигель. На его месте разбит внутридворовый сквер.
В здании сохранилась историческая отделка парадной лестницы. Например, в парадной лицевого фасада на трёх этажах лестничной клетки в верхней части окон сохранились фрагменты витражей с геометрическим рисунком: чередование бесцветного рифлёного стекла с желтыми прямоугольниками кованой фактуры.
В 2001 году дом включён КГИОПом в «Список вновь выявленных объектов, представляющих историческую, научную, художественную или иную культурную ценность». В 2022 году здание включили в единый государственный реестр в качестве объекта культурного наследия регионального значения.